# Japanische Ramie-Stoffe
Japanische Ramie-Stoffe werden aus Bastfasern der Ramie-Pflanze (Boehmeria nivea) hergestellt. Die leichten, leinenähnlichen Stoffe sind für das feuchtwarme Klima Japans gut geeignet. Im nordwestlichen Teil der Hauptinsel Honshū wird im Winter der Schnee zur Produktion genutzt.
In der Präfektur Niigata werden die Stoffarten Ojiya-chijimi (jap. 小千谷縮) und Echigo-jofu (越後上布) hergestellt.
Die Produktion nimmt ein ganzes Jahr in Anspruch, von der Aussaat im Frühjahr über die Ernte im Herbst zur Verarbeitung im Winter, wenn die Landwirtschaft wetterbedingt ruht. In einem aufwändigen manuellen Verfahren werden die kurzen Fasern von den Frauen von Hand zu Fäden verarbeitet. Sie werden nass gesponnen und zum Beispiel mit einfachen Jibata-Rückenbandwebrahmen handgewebt. Die Stoffe werden im Spätwinter nach dem Färben auf den schmelzenden Schneeflächen ausgebreitet (yuki-zarashi), sodass Ozon, das durch die ultraviolette Strahlung der Sonne in Verbindung mit dem verdunstenden Schnee entsteht, sie ausbleicht. Durch Bearbeitung mit den Füßen wird teilweise eine „Knitter-Optik“ erzeugt.
Aus dem Werk Hokuetsu Seppu von Bokushi Suzuki (1770–1842) stammt diese poetische Beschreibung:

„Das Garn wird im Schnee geformt, im Schnee gewoben, mit Schneewasser gespült und im Schnee gebleicht. Es gibt den Stoff, weil es Schnee gibt… Man könnte sagen, der Schnee ist der Elter des Stoffs.“

Echigo-jofu-Stoffe werden zum Beispiel zu Kimonos, Kissen und Bettzeug verarbeitet.
Im Jahr 2009 wurden Ojiya-chijimi und Echigo-jofu unter dem Titel „Techniken zur Herstellung von Ramie-Stoffen in der Region Uonuma“ in die UNESCO-Liste des immateriellen Kulturerbes der Menschheit aufgenommen.